# Atleti Olimpici Indipendenti ai Giochi della XXXI Olimpiade
La delegazione degli  Atleti Olimpici Indipendenti ha partecipato ai Giochi della XXXI Olimpiade, che si sono svolti a Rio de Janeiro, in Brasile, dal 5 al 21 agosto 2016. Si tratta del secondo utilizzo di tale denominazione, che fu già adottata dal Comitato Olimpico Internazionale per i Giochi olimpici di Londra 2012.
La delegazione era composta interamente da atleti del Kuwait, che hanno gareggiato sotto la bandiera olimpica poiché il Comitato Olimpico del Kuwait era stato sospeso, a partire dall'ottobre del 2015, dal Comitato Olimpico Internazionale a causa di interferenze governative. Il Comitato Olimpico del Kuwait era stato sospeso anche nel 2010 per le stesse ragioni, ma la sospensione fu in seguito tolta prima dei Giochi olimpici del 2012.
Il 10 agosto 2016, con la vittoria nella competizione del double trap maschile, Fehaid Aldeehani è diventato il primo atleta olimpico indipendente a vincere una medaglia d'oro olimpica. La delegazione ha infine chiuso al 51º posto del medagliere con un totale di 2 medaglie, una d'oro e una di bronzo.

## Medaglie
| Medaglia | Nome                | Sport       | Evento               | Data           |
| -------- | ------------------- | ----------- | -------------------- | -------------- |
| Oro      | Fehaid Aldeehani    | Tiro a volo | Double trap maschile | 10 agosto 2016 |
| Bronzo   | Abdullah Al-Rashidi | Tiro a volo | Skeet maschile       | 13 agosto 2016 |

## Nuoto
| Atleta      | Evento                      | Batterie | Batterie  | Semifinali      | Semifinali      | Finale          | Finale          |
| Atleta      | Evento                      | Tempo    | Posizione | Tempo           | Posizione       | Tempo           | Posizione       |
| ----------- | --------------------------- | -------- | --------- | --------------- | --------------- | --------------- | --------------- |
| Abbas Qali  | 100 m farfalla maschili     | 54"63    | 36º       | Non qualificato | Non qualificato | Non qualificato | Non qualificato |
| Faye Sultan | 50 m stile libero femminili | 26"86    | 54ª       | Non qualificata | Non qualificata | Non qualificata | Non qualificata |

## Scherma
| Atleta              | Evento                     | 32-esimi             | 16-esimi             | Ottavi               | Quarti               | Semifinali           | Finale               | Pos.            |
| Atleta              | Evento                     | Avversario Punteggio | Avversario Punteggio | Avversario Punteggio | Avversario Punteggio | Avversario Punteggio | Avversario Punteggio | Pos.            |
| ------------------- | -------------------------- | -------------------- | -------------------- | -------------------- | -------------------- | -------------------- | -------------------- | --------------- |
| Abdulaziz Al-Shatti | Spada individuale maschile | Rédli P 13-14        | Non qualificato      | Non qualificato      | Non qualificato      | Non qualificato      | Non qualificato      | Non qualificato |

## Tiro a volo
| Atleta                | Evento               | Qualificazione | Qualificazione | Semifinale      | Semifinale      | Finale          | Finale          |
| Atleta                | Evento               | Punteggio      | Classifica     | Punteggio       | Classifica      | Punteggio       | Classifica      |
| --------------------- | -------------------- | -------------- | -------------- | --------------- | --------------- | --------------- | --------------- |
| Ahmad Al-Afasi        | Double trap maschile | 128            | 15º            | Non qualificato | Non qualificato | Non qualificato | Non qualificato |
| Fehaid Al-Deehani     | Double trap maschile | 135            | 6º Q           | 28              | 1º Q            | 26              |                 |
| Abdulrahman Al-Faihan | Trap maschile        | 115            | 14º            | Non qualificato | Non qualificato | Non qualificato | Non qualificato |
| Khaled Al-Mudhaf      | Trap maschile        | 117            | 8º             | Non qualificato | Non qualificato | Non qualificato | Non qualificato |
| Abdullah Al-Rashidi   | Skeet maschile       | 123            | 1º Q           | 14              | 4º q            | 16              |                 |
| Saud Habib            | Skeet maschile       | 117            | 20º            | Non qualificato | Non qualificato | Non qualificato | Non qualificato |